# Ella Tyree
Ella B. Tyree (* 1920?) byla americká bioložka, která v polovině 20. století zkoumala u zvířat účinky radioaktivního záření a jejich potenciální léčbu.

## Životopis
Vystudovala biologii na Spelman College.
V roce 1941 vydala americká vláda výkonný příkaz 8802, který měl zabránit rasové diskriminaci při náboru nových pracovníků v obranném průmyslu. Mnoho Afroameričanů se tehdy snažilo získat práci ve vládních projektech souvisejících s projektem Manhattan. Charakter práce se lišil podle vzdělání a dovedností, pracovali v něm vědci, technici, stavební dělníci či správci. V době rasové segregace bylo takovéto zaměstnání příležitostí pro vyšší, stabilní plat a pro karierní postup. Segregace a rasistické praktiky však byly stále běžnou součástí životů.
Ella Tyree získala práci laborantky v Metalurgické laboratoři v Chicagu, kde pracovala na projektu Manhattan. Pracovala v oddělení pro zdraví a měla na starosti chov laboratorních zvířat, která dodávala výzkumníkům pro radiační experimenty.
V roce 1949 její tým vedený Dr. Harvey M. Pattem zjistil, že preventivní podání cysteinu myším poskytuje ochranu před jinak smrtelnými dávkami záření. Předpokládali, že tato aminokyselina může zabránit poškození buněk vystavených rentgenovému záření. Léčba mohla být podávána perorálně nebo injekční formou hodinu před ozářením a vedla k přibližně 80 % přeživších zvířat ve srovnání s 20 % jedinců bez léčby. Pokud se cystein podal až po ozáření, nemělo to žádný účinek. Výzkum radiace byl důležitý kvůli vývoji jaderných zbraní, ale kromě toho také vzrůstal jeho význam při léčbě rakoviny. Získané poznatky se mohly využít k ochraně okolních tkání kolem nádoru při podávání vysokých léčebných dávek záření.